# John Stones
John Stones (* 28. Mai 1994 in Barnsley) ist ein englischer Fußballspieler. Der Innenverteidiger steht bei Manchester City in der Premier League unter Vertrag und ist englischer Nationalspieler.

## Karriere

### Vereine
Stones begann seine Karriere im Jahr 2001 in der Jugend des FC Barnsley. Dort rückte er zur Saison 2011/12 von der A-Jugend auf und kam fortan in der ersten Mannschaft in der Football League Championship zum Einsatz. Sein Debüt gab er am 17. März 2012 bei der 0:4-Niederlage im Heimspiel gegen den FC Reading, bei dem er in der 52. Minute für Scott Wiseman eingewechselt wurde.
Zur Saison 2013/14 wechselte Stones zum FC Everton in die Premier League. Am 14. September 2014 kam er beim 1:0-Sieg gegen den FC Chelsea zu seinem ersten Einsatz. Nachdem der Verein die Saison auf dem fünften Platz beendet hatte, spielte er mit ihm in der Saison 2014/15 in der Europa League. Dort wurde er dreimal eingesetzt und kam mit der Mannschaft bis ins Achtelfinale. Sein erstes Ligator erzielte Stones am 26. April 2015 beim 3:0-Heimsieg gegen Manchester United per Kopf. Insgesamt brachte er es für Everton in drei Jahren auf 77 Spiele in der Premier League.
Zur Spielzeit 2016/17 wechselte Stones zu Manchester City und unterschrieb dort einen Sechsjahresvertrag. Mit einer Ablösesumme von 47,5 Millionen Pfund (umgerechnet rund 55 Millionen Euro) war dies der bis dahin teuerste Transfer eines Abwehrspielers. Mit City gewann Stones am 25. Februar 2018 nach einem 3:0-Sieg im Finale gegen den FC Arsenal den Ligapokal und am Saisonende die Meisterschaft.

### Nationalmannschaft
Stones debütierte am 6. September 2012 bei der 1:3-Niederlage gegen Deutschland für die U19-Auswahl des englischen Fußballverbands. Im Juni 2013 nahm er mit der U20-Nationalmannschaft an der U20-Weltmeisterschaft in der Türkei teil. Stones kam in der Gruppenphase zweimal zum Einsatz, in der er mit der Mannschaft als Gruppenletzter ausschied.
Am 13. August 2013 kam Stones beim 6:0-Sieg gegen Schottland zu seinem ersten Einsatz für die U21-Nationalmannschaft. Für die U21-Europameisterschaft in Tschechien wurde er im Sommer 2015 in den englischen Kader berufen.
Am 30. Mai 2014 spielte Stones im Rahmen der Vorbereitung auf die Weltmeisterschaft 2014 beim 3:0-Sieg gegen Peru erstmals für die englische A-Nationalmannschaft, wurde aber nach einem weiteren Einsatz gegen Ecuador am 4. Juni 2014 (2:2) schließlich nicht in den Kader für das Turnier nominiert. Am 8. September 2014 kam er beim 2:0-Sieg im EM-Qualifikationsspiel gegen die Schweiz erstmals in einem Pflichtspiel zum Einsatz. Für die Europameisterschaft 2016 in Frankreich wurde Stones von Nationaltrainer Roy Hodgson in den englischen Kader berufen, kam jedoch nicht zum Einsatz. Unter dem neuen Nationaltrainer Gareth Southgate wurde Stones ebenfalls in den Kader für die Weltmeisterschaft 2018 in Russland nominiert. Im zweiten Gruppenspiel, dem 6:1-Sieg gegen Panama, erzielte Stones mit dem Tor zur 1:0-Führung sein erstes Länderspieltor und traf im selben Spiel auch zum 4:0. Er wurde in jedem Spiel seiner Mannschaft über die volle Spielzeit eingesetzt und belegte mit ihr den vierten Platz.
Im Jahr 2021 wurde er in den englischen Kader für die Fußball-Europameisterschaft berufen, der das Finale gegen Italien im Elfmeterschießen im heimischen Wembley-Stadion verlor.
Im Jahr 2022 wurde Stones in den englischen Kader für die Weltmeisterschaft in Katar berufen.

## Titel
International
- Champions-League-Sieger: 2023
- Klub-Weltmeister: 2023
- UEFA-Super-Cup-Sieger: 2023 (ohne Einsatz)

England
- Meister (6): 2018, 2019, 2021, 2022, 2023, 2024
- Pokalsieger (2): 2019, 2023
- Ligapokalsieger (3): 2018, 2019, 2020
- Supercupsieger: 2024 (ohne Einsatz)